# 仁慈路 (仁武區)
仁慈路（Renci Rd.）為高雄市仁武區的南北向道路，南起於慈英街、夢裡南巷口銜接鳥松區大仁北路，北止於仁勇路口。是往來鳥松夢裡地區和仁武赤山地區的重要道路。

## 行經行政區域
- 仁武區

## 沿線設施
（由南至北）
- 仁慈公園
- 7-ELEVEN仁慈門市
- 臺灣土地銀行仁武分行

## 相關連結
- 高雄市主要道路列表